# Братилов, Владимир Анатольевич
Владимир Анатольевич Братилов (род. 2 июля 1975, Лысьва, Пермская область, РСФСР, СССР) — российский серийный убийца, насильник и грабитель, совершивший серию из восьми убийств девушек и женщин, сопряжённых с изнасилованиями и разбоями, в период с марта 1997 по июнь 1998 года на территории города Лысьва. В 1999 году Братилов был признан виновным во всех инкриминируемых деяниях, после чего Пермский областной суд приговорил его к пожизненному лишению свободы. Известен под прозвищем «Лысьвенский маньяк».

## Биография

### Жизнь до убийств
Владимир Анатольевич Братилов родился в 1975 году в городе Лысьве (Пермская область). Рос в полной семье, имел старшего брата. Детство и юность провёл в социально благополучной обстановке. Родители Братилова вели законопослушный образ жизни и не имели вредных привычек, отрицательно влияющих на быт и благосостояние семьи в целом. Тем не менее, взросление Владимира прошло с психотравмирующей ситуацией и последствиями. В возрасте 14 лет он влюбился в девушку, которая была старше его по возрасту, однако та не ответила ему взаимностью. Впоследствии первая неудача полностью выбила его из колеи, и Братилов затаил обиду на представительниц женского пола, пообещав им отомстить. В школьные годы Братилов в силу своей интровертности был мало популярен среди сверстников, носил статус социального изгоя, по причине чего его успеваемость находилась на низком уровне и педагогическим составом Владимир характеризовался весьма посредственно. После окончания школы Братилов поступил в одно из местных ПТУ, после чего трудоустроился по специальности на «Лысьвенский металлургический завод». В свободное от работы время Братилов вёл праздный образ жизни и увлекался алкогольными напитками. В конце 1996 года 21-летний Братилов был задержан за изнасилование несовершеннолетней, но тогда ему удалось договориться с родителями пострадавшей девочки, и они забрали заявление.

### Убийства
В период с марта 1997 по июнь 1998 года Владимир Братилов совершил на территории Лысьвы 8 убийств, сопряжённых с изнасилованиями и разбоями. В качестве жертв он выбирал девушек и женщин, возраст которых был различен и варьировался от 14 до 70 лет. Возраст, рост, вес, цвет волос и другие физические данные при выборе жертв ему были не важны. При совершении убийств Братилов продемонстрировал выраженный ему образ действия. Большинство преступлений он совершил находясь в состоянии алкогольного опьянения. В ходе нападений на жертв он подавлял их сопротивление путём избиения, затем подвергал их сексуальному насилию, зачастую в извращённой форме, после чего убивал посредством удушения и забирал деньги и вещи, представляющие материальную ценность. Осложняло поиски преступника то, что брат Братилова был действующим сотрудником правоохранительных органов, и тот был осведомлён о ходе расследования своих же преступлений.
Первое убийство Братилов совершил в марте 1997 года. В тот день, ранним утром, будучи пьяным на улице он с целью грабежа совершил нападение на 70-летнюю женщину, в ходе которого попытался отобрать у неё сумочку с деньгами. Пенсионерка оказала Братилову яростное сопротивление, от чего он пришёл в ярость, избил её, затащил в кусты и изнасиловал, после чего скрылся с места происшествия. Через некоторое время женщина скончалась в больнице, так и не прийдя в себя. Через неделю Братилов при схожих обстоятельствах изнасиловал и убил студентку медицинского училища, которая совершала утреннюю пробежку. Её труп маньяк спрятал в водоканализацинной трубе.
3 августа 1997 года в Лысьве был день города. По случаю праздника в местном ДК была устроена дискотека, на которую поздно вечером заявился пьяный Братилов. На дискотеке ему удалось познакомится с девушкой. Благодаря тому, что девушка была пьяна, Братилову удалось склонить её к интимным притязаниям, однако дальше поцелуев новая знакомая переходить не захотела и наотрез отказала Владимиру в половой близости, после чего он подверг её сексуальному насилию и задушил, а уходя похитил деньги и вещи. В связи с тем, что убийство произошло в день города и в относительно оживлённом месте, оно привело к общественному резонансу и моральной панике в городе. Для поимки серийного убийцы были организованы масштабные оперативно-розыскные мероприятия. Мэрия объявила награду за помощь в разоблачении преступника в 5 тысяч рублей, а Лысьвенский металлургический завод — 10 тысяч рублей. Молодых женщин по телевидению и радио просили не выходить по вечерам в одиночку и не появляться в тёмное время суток в безлюдным местах, однако несмотря на данные меры Братилов не затаился и стал совершать убийства всё чаще.
В ходе расследования убийств за некоторые из них на 19 лет лишения свободы был осуждён житель Лысьвы по фамилии Шилов, по неизвестным причинам взявший на себя чужие преступления. А когда после суда над Шиловым убийства не прекратились, под стражу был взят 37-летний Виталий Розов, который провёл в следственном изоляторе 7 месяцев, и по его словам, сделал чистосердечные признания под пытками со стороны сотрудников милиции. Розов был отпущен лишь после задержания Братилова.
Самой младшей жертвой Братилова стала 14-летняя девочка, которую он убил 10 ноября 1997 года. В тот день школьница пошла в магазин за хлебом. По пути на неё напал Братилов, изнасиловал и задушил. Труп он спрятал за штабелями дров в нескольких метрах от жилого дома. В последующие восемь месяцев он совершил ещё 4 убийства с прежним почерком.

### Арест, следствие и суд
23 июля 1998 года года Братилов совершил нападение на сотрудницу скорой помощи Наталью Мезенцеву, схватил её и начал душить, а затем потащил в городской парк. Мезенцевой удалось вывернуться, и тогда Братилов выхватил у неё сумку и бросился в кусты. После случившегося неудавшаяся жертва добежала до дома и вызвала милицию. Девушка вместе с оперативниками обошла парк и увидела у выхода насильника со своей сумочкой, и таким образом Братилов был задержан. В ходе следствия он написал явку с повинной по восьми убийствам, а из его квартиры были изъяты вещи, принадлежавшие потерпевшим. На предварительном следствии Братилов был заключён в СИЗО-1 в Лысьве. Братилов активно давал признательные показания, однако признаков раскаяния не демонстрировал, и на одном из допросов заявил, что его жертвы были сами виноваты в случившемся. По словам Владимира, его жертвы не предпринимали должных мер осторожности и сами вводили себя в опасность, появляясь в тёмное время суток в безлюдных местах и не предпринимая попыток бегства, когда он начинал их преследовать.
Находясь в камере, в один из дней Братилов совершил попытку самоубийства, перерезав себе кровеносный сосуд на шее, но его удалось своевременно спасти. В начале 1999 года материалы уголовного дела были переданы в суд. 29 апреля 1999 года Пермский областной суд признал Братилова виновным по всем пунктам обвинения и назначил ему уголовное наказание в виде пожизненного лишения свободы.